# Powerbox
A Powerbox (denominada  Box por Cabo/Satélite da NOS) é um descodificador da marca Octal e Thomson que é necessário para visualizar os canais pay-per-view e digitais. Este aparelho faz parte da tentativa de melhoria do serviço e começou a ser utilizado pela NOS (anteriormente ZON) quando esta iniciou a transmissão dos canais digitais. Os clientes, que anteriormente utilizavam um descodificador analógico, tiveram gradualmente o equipamento substituído.
A Powerbox é disponibilizada apenas através de aluguer no valor de 2,85€. Depois de uma breve ausência no mercado (pois deixou de ser comercializada), recentemente voltou a estar disponível no novo pacote Seleção Digital, bem como em regime Extrabox para atuais e novos clientes. O sistema utilizado pela ZON não permite a sintonia de diferentes canais em diferentes televisores com apenas um descodificador, sendo assim necessário o aluguer de um aparelho para cada televisor. No caso do cliente ser assinante de um canal Premium, somente poderá aceder ao canal numa única Powerbox pois o acesso ao canal é atribuído ao cartão que está associado ao equipamento.
Em teoria, podem ser visualizados canais em 16:9 com a Powerbox, mas na prática é raro, pois existem problemas com o software que não permitem que a generalidade dos canais tenha emissão 16:9. Nos manuais pode ver manuais de instruções da boxes (como as versões anteriores manuais da Powerbox) pode ver atualmente ver.

## Serviços

### Livres
- Guia TV (EPG) - serviço que disponibiliza a programação de alguns canais da Box.
- Rádio - (ver Rádios).

### Rádios
Com o lançamento do pacote Funtastic Life e do descodificador digital Powerbox, a ZON TV Cabo passou a oferecer aos clientes deste pacote o serviço de rádio no qual é possível sintonizar algumas rádios disponíveis no satélite usado pela ZON TV Cabo (Hispasat). As rádios disponíveis são: Antena 1, Antena 2, Antena 3, Rádio Clube, Rádio Comercial, RDP África, Rádio Capital, Cidade FM, Best Rock FM, Rádio Oxigénio, Rádio Marginal, Rádio Radar, Rádio Europa Lisboa.

### Serviços descontinuados
- Multicâmeras - serviço que permitia acompanhar um jogo através de várias câmaras (atualmente, as powerboxes são apenas compatíveis com o serviço, não sendo disponibilizado).
- Replay - serviço que repetia os filmes uma hora mais tarde, apenas disponível nos canais TVC1 e TVC4, quando estes ainda se chamavam Lusomundo Premium e Lusomundo Gallery, que foi descontinuado após o rebranding dos canais TVCine.
- Informações - apresenta várias notícias de última hora e números de jogos sociais.
- ZON Filmes - serviço que, através de pagamento por filme comprado, disponibiliza filmes avulso.
- Audio-descrição - serviço para deficientes audiovisuais, apenas disponível no canal TVC4, que consiste numa apresentação dos cenários, para uma melhor compreensão do filme.
- Multijogos - serviço que permite acompanhar quatro jogos ao mesmo tempo, apenas disponível nos canais sport•tv.

## Outros equipamentos

### Smartbox
A Powerbox co-existiu, de Junho de 2001 a 1 de Julho de 2004, com a Smartbox, um projecto entre a ZON TV Cabo, a Microsoft e a Octal, a chamada Televisão Digital Interactiva, serviço inovador a nível mundial. Tinha, entre outras funcionalidades:
- todos os serviços atualmente disponibilizados pela Powerbox, excepto Replay e Áudio-Descrição, por serem relativamente recentes;
- comércio e banca;
- acesso à Internet, denominado Web TV (tendo para o efeito existido uma placa de internet embutida na Smartbox) com algumas limitações, entre as quais a não-possibilidade de visualização de endereços de correio eletrónico nem fazer downloads.[3]

### Box 1.0 HD+DVR/HD+ (NOS)
A Powerbox co-existe com o novo equipamento digital Box 1.0 da NOS (anteriormente ZON Box e Powerbox HD+ como equipamento piloto), lançada a 20 de Maio de 2008. Esta tem capacidade para a alta definição, imagem a 16:9 e som Dolby Digital, para além de ter também 250GB de memória interna (equivalente a 200 horas de gravação), um melhoramento no EPG (permitindo agendar a gravação de programas com sete dias de antecedência) e capacidade de ver um programa enquanto se grava outro.

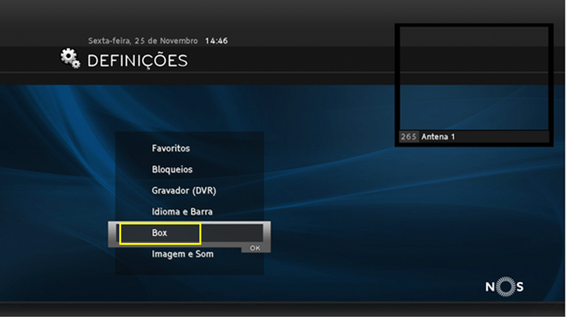
Captura da Box 1.0 HD+ na NOS em 2014

Na década de 2010, a NOS foi lançada a Box 1.0 HD+DVR e HD+ por Satélite Pace com equipamento de satélite e pode ver em multiroom. Atualmente desde 2014, a passagem da Zon Optimus para NOS, o logo está no canto Baixo durante os menus da Boxes. A Box 1.0 HD+/HD+DVR está disponível para equipamentos por Satélite (também no Cabo).

### Mais equipamentos
Antes da Powerbox ou Box 1.0 produzir os equipamentos digitais para a NOS, houve outros produtores:
- a Descodificador Digital e o equipamento produzido pela NOS com 100 canais com Guia TV, Barra da Programação, Lista de Canais e Menu das Configurações.
- a Box 2.0 Satélite e o equipamento de satélite das antena parabólicas para ver os 105 canais disponíveis no satélite com Menus em HD, Guia TV, Pesquisa e Gravações com Pen USB.

A Powerbox, Box 1.0 HD+DVR e DTA também produzia as TV Boxes (caixas pretas com o logótipo da NOS), para o serviços com melhor imagem em 1080i HD.